# Balthazar Heldring
Balthazar Heldring (Hemmen, 17 maart 1839 – Amsterdam, 18 juli 1907) was een Nederlands zakenman, bankier en publicist.

## Familie
Balthazar Heldring was de zoon van predikant Ottho Gerhard Heldring (1804-1876) en Anna Elisabeth Deuffer Wiel (1807-1873). Hij had vijf broers. Drie van deze broers studeerden theologie. De oudste, Ottho Gerhard Heldring (1834-1856), overleed nog voordat hij zijn studie had afgerond. Leonard Johannes Heldring (1846-1909) werd predikant en later medicus, terwijl Jan Lodewijk (1852-1923) predikant bleef. De twee andere broers werden net als hijzelf bankier. Johannes Carel Hendrik Heldring (1844-1896) was directeur van de Disconto Maatschappij Rotterdam, terwijl Justinus Jacob Leonard Heldring (1848-1911) de firma Heldring en Pierson oprichtte. Balthazar Heldring had ook nog twee zusters, Maria Bastian-Heldring (1836-1892) en Louise Colsman-Heldring (1841-1914).
Heldring trad in 1870 te Amsterdam in het huwelijk met Olga Sophie Sillem (1844-1876). Slechts twee kinderen uit dit huwelijk bleven in leven: Ernst Heldring (1871-1954) en Alexander Heldring (1874-1938). Na het overlijden van zijn echtgenote hertrouwde hij in 1879 met haar zuster Anna Henriëtte Louise Sillem (1846-1914). Zij kregen vier dochters en drie zoons.
Ernst Heldring was directeur van de Koninklijke Nederlandsche Stoomboot-Maatschappij en van 1939-1948 president van de Nederlandsche Handel-Maatschappij (NHM). Hij is de vader van journalist en columnist Jérôme Louis Heldring. Alexander Heldring was directeur van het Algemeen Handelsblad.

## Carrière
Na enkele jaren te hebben gewerkt bij Van Eeghen & Co, voer Heldring in 1858 met een zeilschip naar Oost-Indië. In 1863 keerde hij terug naar Nederland. In 1865 werd hij directeur-secretaris van de Kas-Vereeniging. Hij was van 1880 tot 1900 directeur van de Nederlandsche Handel-Maatschappij, en breidde het bedrijf uit tot een volwaardige bancaire onderneming. Van 1900 tot zijn overlijden in 1907 was Heldring president van de NHM. Ook was hij commissaris van de Deli Spoorweg Maatschappij, de Madoera Stoomtram Maatschappij en de Nieuwe Asahan Tabak Maatschappij.
Daarnaast publiceerde Heldring enkele boeken over koloniale onderwerpen en diverse artikelen in tijdschriften.

## Publicaties (selectie)
- Koloniaal Beheer, Amsterdam: C.M. van Gogh 1868
- Nederland en Indië, Amsterdam: C.M. van Gogh 1868
- De toekomst van Suriname, in: De Gids, nr. 12, 1878

## Onderscheiding
- Grootofficier in de Orde van Sint-Mauritius en Sint-Lazarus,1907[9]